# Estereoselectivitat
En química, l'estereoselectivitat és la formació preferent d'un estereoisòmer per davant de tots els possibles. Pot ser parcial, on la formació d'un estereoisòmer està afavorida sobre la resta, o pot ser total, quan només es forma un estereoisòmer dels possibles. Es parla de diastereoselectivitat quan els estereoisòmers són diastereòmers i de enantioselectivitat quan són enantiòmers.
La diastereoselectivitat o enantioselectivitat d'una reacció, quan són dos els possibles estereoisòmers resultants, es quantifica, respectivament, mitjançant l'excés diastereomèric o l'excés enantiomèric:
Excés diastereomèric o enantiomèric (d.i. o i.i.) = (% majoritari) − (% minoritari), expressat en %.

## Exemples
Un exemple de estereoselectivitat modesta és la deshidrohalogenació del 2-iodebutà, que produeix un 60% de l'isòmer trans-2-butè, un 20% del cis-2-butè i un 20% de l'alquè terminal 1-butè. Aquests productes són els isòmers geomètrics del butè i també es classifiquen com diastereòmers, així que aquesta reacció també es podria anomenar diastereoselectiva:
Un altre exemple seria en la cicloaddició 2+2 en la qual es poden produir també diferents productes diastereoisòmers. Concretament en la següent reacció es pot veure que la reacció produeix estereoselectivament en una proporció de 2,3/1 l'isòmer A: